# HK 変態仮面
『HK 変態仮面』（エイチケー へんたいかめん）は、あんど慶周の漫画『究極!!変態仮面』を原作とする日本映画のシリーズ。2013年に第1作が公開された。

## シリーズ概要
2013年4月に第1作『HK 変態仮面』、2016年5月に続編『HK 変態仮面 アブノーマル・クライシス』が公開された。いずれも福田雄一の監督、鈴木亮平の主演による。
漫画では端役だった大金玉男が全編通しての敵として登場、紅優高校の地下に眠る金鉱を手中に収めるため、戸渡を始めとする刺客を学校に差し向ける。同作では大金自身も変態仮面と渡りあえるほどの空手を駆使する他、最終的には巨大ロボットを駆って変態仮面と直接対決に赴くなど、原作の雰囲気は踏襲しつつも、物語は完全にオリジナルであり、登場人物も一部異なる。
変態仮面の顔は、原作漫画同様の白眼が描かれたマスクの上にパンティを被った表現となっている。一方で身体は直接鈴木の肉体が露出している。
俳優の小栗旬は映画化にあたって主演を希望したが、これを知った所属事務所の上層部が「イメージ崩壊になるから」との理由で即刻NGを出し、そのためやむなく脚本協力になった、という都市伝説的な逸話がある。

## 第1作
第1作『HK 変態仮面』は、2013年4月13日に公開された。監督の福田雄一が脚本も手がけているが、原作のファンである小栗旬が脚本協力として参加している。主演の鈴木亮平は、超筋肉質の変態仮面を演じるため、体重を一度15kg増量した上で脂肪をそぎ落とすという肉体改造を行った。
PG12指定。キャッチコピーは「愛子ちゃん、どうか俺の闘う姿を見ないで欲しい。」「俺は正義の味方だが どうやら正義は俺の味方ではないらしい」。
2012年11月、映画館にて予告編が告知上映された。予告編の最後には『“変態”って言えなかったらタイトル「HK」でも買えるよ』とある。2013年2月、実写映画化が正式発表された。
2013年4月6日に新宿バルト9にて先行公開の後、同年4月13日より全国で公開された。配給はティ・ジョイ。公開前から大きな反響を呼んでおり、公開後には上映館数を当初の12館から27館まで増やした。また、公開規模にもかかわらず4月30日には興行収入が1億円を突破する破竹の勢いをみせた。
上映マナー用の短編フィルムも作成されており、「変態仮面が劇場マナー違反の迷惑客を必殺技で注意するのだが、一番の迷惑客は全裸に近い変態仮面自身だった」という内容である。

### 日本国外での公開
台湾では、2013年4月9日に台湾ゴールデンホース・ファンタスティック映画祭でプレミア上映され、同年5月3日に一般公開された。公開前からテレビCMが流れ、首都・台北の街中には150台の『変態仮面』ラッピングバスが走った。公開3日間の興収も468万台湾元となり、週末興行収入ランキングで『アイアンマン3』、ダニー・ボイル監督の最新作『トランス』に続く第3位につけた。
この他、香港では2013年7月に公開、アジア以外でもニューヨーク、スイス、スペインなど10近くの映画祭からのオファーが殺到した。試写会や予告編などでは大爆笑となりセリフが聞こえないほどになったり、北米などでは「パンティーを被ってコスプレする観客」が登場するなど、日本のHENTAIコメディーは軒並み好評価を得た。

### あらすじ
紅優高校に通う内気な高校生・色丞狂介は転入生・姫野愛子に一目惚れするが、帰宅時に彼女が立てこもり事件の人質になるのを目撃する。とっさに建物に侵入した狂介はロッカールームで犯人の一人を倒すと、相手のマスクを取って仲間のフリをすることを思いつく。しかし狂介は薄暗い部屋でマスクと間違え、なぜか偶然落ちていた女物のパンティーを被ると、突如変態仮面に変身してしまう。実は狂介の中には両親から受け継いだ熱き変態の血が流れており、呼び覚まされた驚異的な身体能力と必殺技により犯人たちを倒して愛子を助け出す。
狂介はその後も変態仮面に変身しては人々を助け“正義の変態仮面”として有名になり、愛子もそのヒーローに憧れ始める。ある日、転校生・大金玉男が仲間と共に高校にやって来るが、狂介は彼らの拳法部乗っ取りの企みを知って変態仮面となり大金たちを倒す。躍起になった大金はその後、真面目仮面など4人の刺客を立て続けに送り込むが、彼らも変態仮面の敵ではなく全員倒されてしまう。それでも諦めない大金は、次なる作戦を考えると手下から「変態仮面が現れる時、愛子がいつも一緒にいる」との助言を受ける。
そんな中、街に女性たちのスカートをめくる変態仮面（以下、ニセ変態仮面）が現れるようになり、濡れ衣を着せられたことに狂介は悩む。やがてニセ変態仮面が「1,000人のスカートめくりを実行する」と予告し、狂介は汚名をそそぐため彼と戦うことを決意する。しかしその後、狂介はニセ変態仮面に格上の変態ぶりをまざまざと見せつけられて戦いに敗れ、自信喪失して変身できなくなってしまう。
翌日、狂介はニセ変態仮面の正体は教師・戸渡と気づくが、戸渡は拳法部部員を倒した後、大金と手を組み、愛子を人質に取ってしまう。狂介は勇気を出して立ち上がり、素のままで大金との闘いに挑むと、正義の変態としての誇りを取り戻して変態仮面に変身し、大金を倒す。ニセ変態仮面となった戸渡と、変態同士の熱き戦いに臨んだ狂介は激闘の末勝利するが、被っていたパンティーが破れて愛子に正体がバレてしまう。

### キャスト（第1作）
色丞狂介（しきじょう きょうすけ） / 変態仮面
演 - 鈴木亮平
警視庁捜査一課の刑事と凄腕のSM嬢を両親に持つ高校生。東京在住。高校では拳法部に所属。普段は真面目で大人しい性格だが正義感は強い。周りからは、「図体がでかくて顔がいかついがケンカは弱い」と評されている。両親から受け継いだ変態の力により変態仮面に変身できるようになったが、本人は「俺自身は変態じゃない」と否定している。正義の変態仮面として悪に立ち向かう。
姫野 愛子
演 - 清水富美加
狂介のクラスの転入生。高校では狂介の隣の席になり直後に拳法部のマネジャーとなる。変態仮面と会った当初怖がっていたが、ピンチを救われたことで「変態だけどカッコいい」と憧れるようになる。しかしその後も戸渡にマインドコントロールされたり、大金たちに捕まるなど騒動に巻き込まれる。
色丞 魔喜
演 - 片瀬那奈
狂介の母。SM風俗店のSM嬢で縄とムチの名手で、結婚後も仕事を続けながら母一人子一人で狂介と暮らしている。普段から原色の派手な服を着ており、私生活もハイテンションな女王様口調で過ごしている。奥手な狂介が異性に気後れせず積極的な男になることを望んでいる。
色丞 張男（しきじょう はりお）
演 - 池田成志
狂介の父。狂介が生まれた3年後に犯人に銃で撃たれて殉職。生前は警視庁捜査一課の刑事で周りから「鬼刑事」と評されていた。魔喜との出会いは、連続爆弾魔を追ってSM風俗店に侵入したところ、彼女のSMプレイを受けて新たな快楽に目覚めその後結婚した。
大金 玉男（おおがね たまお）
演 - ムロツヨシ
転校生。本人によると紅優高校の地中に埋まっている埋蔵金を手に入れるため、学校を廃校にすることを目論む。その手始めに転校早々空手部部員を全員倒して主将となり、拳法部の主将の座も狙う。数人の舎弟がおり、自身と同じくメガネやサングラスをかけており皆空手らしき武術が得意。手強い変態仮面を倒すため高校に刺客を送り込む。
戸渡
演 - 安田顕
数学教師。産休の教師の代わりに途中から狂介のクラスで教え始める。実はニセ変態仮面。大金の指示の下、愛子を利用して変態仮面との戦いに勝利しようとする。武術も得意だが、Mっ気が強く自虐的な変態プレイを好む。自身の乳首を指でこすって変態パワーを貯めるのが特徴。

#### 刺客たち
真面目仮面
演 - 佐藤二朗
第一の刺客。学生帽に瓶底眼鏡を着用し、個性的なメイクと喋り方が特徴。自身と似たような数人の真面目隊を率いる。高校の規則に少しでも違反している生徒を見つけると、「天誅！」と言って暴力により改めさせる。
さわやか仮面
演 - 大東駿介
第二の刺客。生徒の設定かは不明だが他の生徒とは違い、ジーンズに白Tシャツといういかにも爽やかな格好と妙に馴れ馴れしい軽い口調が特徴。丘サーファーなのかサーフボードが武器（持っているボードを当てて攻撃する）。数人の女生徒たちが取り巻きとして彼についており、彼の言動に同調したり歓声をあげるなどする。
男気仮面（モーホー仮面）
演 - 平子祐希（アルコ&ピース）
第三の刺客。筋肉質な男が大好きで、変態仮面にキスを迫る。
ほそマッチョ仮面
演 - 大水洋介（ラバーガール）
第四の刺客。強気な態度で変態仮面に挑むが、かなり弱い。

#### その他の人
マゾの男
演 - 今野浩喜
狂介の父が生きていたころに登場。SM風俗店の客。パンツ一丁で四つん這いになり、魔喜に体をムチで打たれて快感を味わう。
刑事
演 - 塚本高史
ミーハーな性格で、偶然変態仮面と遭遇したことを興奮しながら部下と一緒になって喜ぶ。
自殺志願の男
演 - 岡田義徳
失恋が原因でビルの屋上から投身自殺しようとする。野次馬やテレビ中継が集まり騒動になる。
ワイドショーのレポーター
演 - 高畑充希
ワイドショーの中継で、通りすがりの女性のスカートをめくる変態仮面（ニセモノだが、他の人と同じく彼を本物と思っている）のニュースを伝える。
ワイドショーのコメンテーター
演 - 大石吾朗
スタジオでスカートめくりの事件の中継を見て、変態仮面に失望する旨のコメントをする。
ワイドショーのキャスター
演 - 木南晴夏
番組で変態仮面によるスカートめくり事件を取り上げ、コメンテーターとやり取りをする。
店員
演 - 上地春奈
女性用下着を売る店で働く。ある時パンティーが欲しくなった狂介が女装して店に訪れるが、不審に思われてしまう。
その他
演 - 笠原秀幸、足立理

### スタッフ（第1作）
- 監督・脚本 - 福田雄一
- 製作 - 間宮登良松、百武弘二、宮路敬久
- プロデューサー - 川崎岳、小林智浩
- エグゼクティブプロデューサー - 加藤和夫、村上比呂夫、鈴木仁行
- ラインプロデューサー - 原田耕治
- 企画 - 日達長夫
- 原作 - あんど慶周『HENTAI KAMEN』（集英社文庫コミック版刊）
- 音楽 - 瀬川英史
- 主題歌 - MAN WITH A MISSION「Emotions」（CROWN STONES）
- 挿入歌 - ANTHEM「Blast」[注 3]（ユニバーサルミュージック）
- 脚本協力 - 小栗旬
- CGディレクター - 久保江陽介
- 撮影 - 工藤哲也
- 特殊造型 - 松井祐一
- 美術 - 松塚隆史
- 編集 - 栗谷川純
- アクションコーディネート - 田渕景也
- スタイリスト - 神波憲人
- ヘアメイク - 谷口小央里
- 照明 - 福長弘章
- 録音 - 高島良太
- 助監督 - 星秀樹
- キャスティングプロデューサー - 増田悟司
- 製作プロダクション - レスパスビジョン
- 製作協力 - 日本出版販売
- 配給 - ティ・ジョイ
- 製作 - 「HENTAI KAMEN」製作委員会（東映ビデオ、ショウゲート、日本出版販売、レスパスビジョン）

### 製作委員会メンバー
- 東映ビデオ - 安村基、吉田啓昭
- ショウゲート - 小林宏至、吉田純子
- 日本出版販売 - 根岸悟、室谷洋平
- レスパスビジョン - 中島睦巳

### 賞歴（第1作）
英題は"HENTAI KAMEN: FORBIDDEN SUPER HERO"。
受賞
- ニューヨーク・アジアン・フィルム・フェスティバル - 観客賞 (Audience Award)
- カナダ・ファンタジア映画祭 - 観客賞

## 第2作
『HK 変態仮面 アブノーマル・クライシス』（エイチケー へんたいかめん アブノーマルクライシス）は、2016年5月14日公開の映画で、『HK 変態仮面』の続編となる。前作に引き続き監督・脚本は福田雄一、主演は鈴木亮平が務める。前作では予算が足りずに制作できなかったパンフレットが、本作では前作の未公開画像も収録して発売された。
前作と異なり、PG-12の年齢制限が外れている。キャッチコピーは「世界からパンティが消える。正義が消える。」。

### あらすじ（第2作）
パンティを頭に被ると変態仮面に変身する色丞狂介は、恋人・姫野愛子と同じ大学に通いながら、悪者を見つけては正義の変態ヒーローとして街の安全を守っていた。しかしある日、狂介は変態行為に否定的な愛子から「犯罪者は警察に任せるべき」と言われ、変身時に使用する彼女のパンティを返すことに。その直後、水泳の授業中に他の女子学生と共にロッカーからパンティが失くなった愛子は、パンティ欲しさに狂介が盗んだと疑う。否定する狂介を信じられない愛子がその場を後にすると、密かに彼女に片思いする同級生・真琴正から心配される。
ある時、若い女性教授・綾田椎名のピンチを救った狂介は彼女にお礼のキスをされるが、偶然愛子にそれを見られてさらに印象を悪くしてしまう。帰宅する狂介の前に現れた掃除機人間の怪人を変態仮面になって倒すが、敵から数年前に倒したはずの強敵・大金玉男が生きてきたことを知らされる。翌日、狂介は愛子に玉男の生存を告げるが、彼女は「彼が椎名と付き合うために嘘をついてる」と疑い、突如アメリカに短期留学してしまう。そのころ玉男は、真琴に接触を図り「変態仮面の正体は狂介」と暴露した上で“愛子は脅されて恋人になった”との嘘をついて敵意を抱かせる。
数日後の朝、東京を皮切りに謎の竜巻により大量のパンティが空を舞う怪現象が日本各地で起き、通行中の女性たちやタンスからパンティが失くなってしまう。ショッピングセンターに訪れた狂介はパンティ泥棒をする集団に出くわし、全ては変態仮面への変身を阻止する玉男の策略だったことを知るが、彼らに逃げられる。翌日、大学に玉男により巨大な戦闘メカ“ダイナソン”となった真琴が現れ、狂介は人質になった椎名のパンティで変身するが戦いに敗れてしまう。椎名を連れたダイナソンは愛子を探しに渡米し、狂介も後を追うがまたしても負けてしまい、敵は愛子を連れて日本に戻る。
帰国した狂介が敵に勝つ方法を考えていたところ、山奥に住む“変態仙人”の情報を手に入れ、1週間修行させてもらうため彼のもとへ向かう。仙人からダイナソンが新品のパンティを吸わないことに気付かされた狂介は、新品で変身する力を身に着け、新品のパンティを譲り受けて下山する。玉男の研究所で真琴が愛子に結婚を迫っていたところへ変態仮面が現れ、ダイナソンになった彼を打ち負かすが、人質の椎名を連れた玉男が現れる。狂介はアンドロイドとなった玉男と手下と戦い、愛子と椎名を救い出そうとする。

### キャスト（第2作）
色丞 狂介 / 変態仮面
演 - 鈴木亮平
第1作からの登場。ピザ屋でバイトをしながら城南大学に通う大学生。その後変態仙人から天狗のお面を授かり、以前より強力な変態仮面鬼モードを使うようになる。
姫野 愛子
演 - 清水富美加
第1作からの登場。狂介と同じ大学に通う。犯罪を許さない変態仮面の活動は素晴らしく思っており狂介のことも好きだが、変態行為は嫌い。両親はニューヨークで暮らしている。
色丞 魔喜
演 - 片瀬那奈
第1作からの登場。狂介の母。狂介が愛子と付き合い出したことを知り、どこまで関係が進んでいるか気になっている。
色丞 張男
演 - 池田成志
第1作からの登場。狂介の父。故人。本作品では、本来の力が発揮できずに悩む狂介の夢枕に立ち、変態仙人の存在を教え彼のもとで修行するよう助言する。
大金 玉男（おおがね たまお）
演 - ムロツヨシ
第1作からの登場。ただし第1作の戦いで首から下を失くしてしまい、本作品では体の部分が手術により機械製のカニのような姿になっている。“大金ホールディングス”という研究所を立ち上げ、製造した兵器（戦闘メカ）を使って変態仮面を倒すことを企む。変態仮面の「変態であればあるほど強くなる」という考え方を否定し、恨みの力というものを重視している。
変態仙人（色丞 狂左衛門）
演 - 安田顕
変態界の頂点に立つ老人。飛騨の山奥の一軒家に一人で暮らしており、室内には石抱や自動で回転するSM用ムチなどの器具や多数の新品のパンティを所有している。カジュアルな服を着ており一見しただけでは変態には見えない。普段は腰が曲がっており弱々しい話し方をしているが、ブラジャーを頭に被ると変態パワーが生まれて数十歳若返ったようになる。狂介に修行らしい修行は教えず、1週間薪割りや窓拭きなどの仕事をさせる。実は狂介の祖父。
真琴 正
演 - 柳楽優弥
狂介の大学のクラスメイト。真面目で内気な性格で勉強が得意でいつも丁寧な話し方をしている。密かに愛子に片思いしている。玉男の嘘を信じて愛子を愛する気持ちから狂介をライバル視しはじめ、変態仮面を倒すことに協力する。玉男の研究所の装置により、タラバガニとダイソンの掃除機と自身を合体させた戦闘メカ“ダイナソン”に変身させられる。実際にはツノとトゲのある怪人（真琴）が、強力な吸引力を誇る巨大な口を持つカニ状のメカに乗って操縦する。変身後の真琴はこれまでとは違いテンション高く高圧的な話し方になる。特技は、巨大な口で大量の使用済みパンティを吸うことだがなぜか新品は吸えない仕様になっている。
彩田 椎名
演 - 水崎綾女
生物学の新任教授。作中の講義では、アウストラロピテクスやホモ・サピエンスなどを取り上げている。テストの点が悪くても授業に毎回出ている学生には単位をあげるという評価スタイルを取っている。狂介に一目惚れし、彼から愛子と交際していることを知りながらも彼に積極的にアタックし始める。教授にしては、派手めな服やパンティを好んで身に着けている。
大金ホールディングス幹部
演 - 戸塚純貴
玉男の体の部分（アンドロイド）の製作を任されており、2人の仲間と共に打倒・変態仮面のために戦闘メカの開発・製作に携わる。変態仮面にミスターバキュームが倒された後、玉男から叱責され、新たなメカ“ダイナソン”の開発を命じられる。
ミスターバキューム
演 - 皆川猿時
玉男の研究所で作られた怪人。白いデカパンツ姿で背中に掃除機の本体を背負い両腕が巨大な吸込口のようになっている。腕の吸込口で吸引力のある風で攻撃するが、ダイナソンに比べて吸引力が弱い。パンティが大好き。ある夜狂介の家の近所を歩きながら家々からパンティを吸ってかき集めていたところ、彼に見つかり近くの橋で戦闘する。
マッハPIZZA店長
演 - 新井浩文
狂介の雇い主。客の注文から20分以内にピザを届けることを店の売りにしており、元プロオートレーサーを雇うなどしている。時間内に届けられないことが多い狂介をたびたび叱る。
玉男の手下
演 - HIKAKIN、瀬戸弘司
上下黒い服を着た5人組。街なかで売られている新品のパンティを盗むよう玉男に命令され、とあるショッピングセンターに訪れる。使用済みパンティが手に入らずガードルを被った変態仮面に遭遇し、「使用済みに加え日本から新品のパンティも消えたらお前は変身できなくなるな」と挑発する。
椎名の元カレ
演 - やべきょうすけ
ヤクザ風の男。椎名と別れた後もよりを戻すためにしつこく迫っている。ナイフを持ち出すなど物騒な人物で、たまたま椎名の自宅に訪れていた狂介を“新しいカレシ”と勘違いして襲いかかる。
犯人A（勝矢）、犯人B（足立理）
冒頭の2人組の現金輸送車強盗犯。警備員が持っていた3億円入りのアタッシェケースを奪い車で逃走しようとするが、直後に現れた変態仮面に変態技で成敗される。
パンツ少年の母親
演 - 上地春奈
変態仮面のファンである小学生の息子を持つ。ある日外出中に息子がパンツを頭に被り「大きくなったら変態仮面になる」と言い出したため、将来を心配して叱る。
『情報ライブ キネ屋』キャスター
演 - 木根尚登
ある日竜巻のような強い風により東京上空を大量のパンティが舞うという現象が起きたことを番組で伝える。さらに下着店が何者かに襲われて新品のパンティが全て盗まれたことも伝え、変態仮面に対する何者かの挑戦状かもと推測する。
『情報ライブ キネ屋』コメンテーター
演 - 佐藤仁美
生放送で、朝起きたら家にあった自身のパンティが全て無くなっていたことを打ち明ける。また、パンティがないと変身できない変態仮面にとって深刻な問題とコメントする。

### スタッフ（第2作）
- 監督・脚本 - 福田雄一
- 原作 - あんど慶周『THE ABNORMAL SUPER HERO HENTAI KAMEN』（集英社文庫コミック版刊）
- 音楽 - 瀬川英史
- 主題歌 -  CTS「WAVINESS feat. 南波志帆[17]」（ユニバーサルミュージック）
- 製作 - 間宮登良松、村田嘉邦、小松賢志、鈴木仁行、遠藤茂行、木下直哉
- エグゼクティブプロデューサー - 加藤和夫、村上比呂夫、鈴木仁行、紀伊宗之
- プロデューサー - 川崎岳、田坂公章
- ラインプロデューサー - 鈴木大造
- キャスティングプロデューサー - 田端利江
- 撮影 - 工藤哲也
- 美術統括 - 尾関龍生
- 照明 - 藤田貴路
- 録音 - 高島良太
- スタイリスト - 神波憲人
- ヘアメイクディレクション - 池田真希
- アクションコーディネート - 田渕景也
- 怪人デザイン - 赤井孝美（GAINAX）
- 特殊メイク・造形進行 - 飯田文江
- ダイナソン造形−水野元久、楠健吾
- 編集 - 栗谷川純
- VFXプロデューサー - 石澤智郁
- VFXディレクター - 中口岳樹
- 助監督 - 井出上拓哉
- 製作担当 - 櫻井恵夢
- 製作プロダクション - レスパスフィルム
- プロダクション協力 - プラスディー
- 配給 - 東映
- 製作会社 -「HK2」製作委員会（東映ビデオ、博報堂DYミュージック&ピクチャーズ、日本出版販売、レスパスビジョン、東映、木下グループ）

### 受賞（第2作）
- ジャパンアクションアワード2017[18][19]
  - ベストアクションシーン賞 優秀賞 (大金の部下バトル　体育館にて)
  - ベストアクション監督賞 優秀賞 田渕景也 (JAE)

## 小説
HK／変態仮面
ひなたしょうによる映画第1作準拠のノベライズ。集英社から出版された。映画同様の内容を展開しつつ、本編で描写されなかった細かい部分などもある程度回収している。
巻末にはスタッフや出演者、原作者のコメントなどが寄せられている。
- ひなたしょう（著）、あんど慶周（原作）、福田雄一（脚本・監督）『HK／変態仮面』 集英社〈ジャンプ ジェイ ブックス〉 1巻
  - 2013年4月15日発売 ISBN 978-4-08-780676-2